# 海外北经
《海外北经》，为《山海經》海部的第三部，其中描述書中海外北部的各種山脈、流水、鳥獸、礦物與神祇。
作為一部充滿神話色彩的地理和禮儀古籍，此卷中描述的一些神祇等，如相柳、夸父、燭陰等，都深深地影響到此後數千年的東亞文化圈中國家的禮儀和文化。

## 内容
海外北经的内容包括海经东北至西北地区。

### 無啓國
無啓國位于长股国的东侧，其国民无法生育儿女。

### 鍾山
鍾山的山神为燭陰，他睁眼即为白昼、闭眼则为夜晚，吹气则为冬天，呼气则为夏天。不饮食、不休息，一呼吸则生风，身长千里。它在無啓国的东侧。他的相貌为人面蛇身，赤色，居鍾山山脚。其为掌管季节、气候的神。神话故事，流至日本后，仍以巨大龙神的形象出现。

### 一目國
一目國位于鍾山东侧，其国民面部只有一个眼睛。

### 柔利國
柔利國位于一目國东侧，其国民只有一手一足，膝盖反长着，脚曲朝上。另一种说法称其为留利國，其国民脚朝向身后。

### 共工之臺
天神共工的大臣相柳氏，有九个头部、在九山中求食。相柳氏的九头均为人面，蛇身青色。相柳氏所触之处，便成沼泽和溪流。大禹杀掉相柳氏，其血所溅之处，散发出血腥，无法种植五谷。大禹因此铲毁此地，三次填满三次塌陷，最终建成数座眾帝之臺。高台分布于昆仑山北侧、柔利国东侧。
共工之臺在相柳东侧，为四方形，每个角上都有一条蛇，斑纹与老虎相似，头向着南方。人们不敢向北方射箭，皆因畏惧共工之臺。

### 深目國
深目国位于相柳氏东侧，其国民总是举起一只手。另一种说法称深目国在共工之臺东侧。

### 無腸國
無腸國在深目國东侧，其国民身体高大但肚中没有肠子。

### 聶耳國
聂耳国在无肠国东侧，其国民驾驭两只花斑大虎，行走时用手托着耳朵。聂耳国位于大海中，因此能看到出入海水的各种神兽，有两只虎站在他们东方守护。

### 夸父國
夸父要与日影赛跑而不断追赶它。这时夸父口渴，于是喝黄河、渭水中的水，喝完后仍不解渴，又要向北找大泽。还没走到，就渴死在半路。他死时所抛的拐杖，化为桃林。夸父国在聂耳国东侧，其国民身体高大，右手握着青色蛇，左手握着黄色蛇。桃林在它东侧，由两棵巨树形成。另一种说法称夸父国为博父国。夸父的故事在《列子》中也有描述。

### 禹所积石山
禹所积石山在夸父國东侧，黄河流入此地。

### 拘纓國
拘纓國在禹所积石山东侧，其国民常用一只手托着脖颈上的赘肉。另一种说法称拘瘿国为利瘿国。寻木树长有一千里，在拘瘿国南侧，长在黄河西北方。

### 跂踵國
跂踵國在拘瘿国东侧，其国民身材魁梧，《山海经》称其两只脚硕大（高诱在《淮南子》注释中称，跂踵人用指尖行走，蒋应镐和武临父在1597年聚锦堂本《山海经图绘全像》与汪绂在1895的立雪斋印本《山海经存》中的跂踵國画像，也因理解不同而又呈现不同特点）。另一说法称跂踵国为反踵国。对于跂踵國的脚是“大”还是“支”，有不同观点，袁珂主张：“大、支形近，讹而为支，支又讹为大也。”，并主张其位于春秋时期的逆畤邑、战国时期曲逆邑一带，位于今天河北省完县东南；另与1973年发掘的台西商代遗址有关。有学者何光岳称袁珂理解有误，主张跂踵國为戎国，位于夏朝西北（但何光岳的学术能力遭到更广泛的学术质疑）。

### 歐絲之野
歐絲之野在反踵国东侧，有一女子跪倚桑树而吐丝。三棵无枝干的桑树，位于歐絲之野东侧，此树虽高达一百仞，却不生长树枝。范林方圆三百里，在此三桑树东侧，为沙洲所环绕。

### 務隅山
帝颛顼葬于務隅山南侧，九嫔葬于務隅山北侧。这里有熊、罴、花斑虎、離朱、鹞鹰、视肉等怪兽。在两座山相交的山谷上，两个大丘位于其间，叫做平丘。平丘在三棵桑的东侧，多有遗玉、青马、视肉、杨柳、甘柤、甘华等树。

### 北海
北海内有一种野兽，形状像马，名为騊駼。有一种野兽，名称为駮，形状像白马，长有锯齿，能吃老虎、豹子。有一种白色神兽，形状像马，名为蛩蛩。还有一种青色神兽，形状像老虎，名为羅羅。北方的禺彊神，长着人面鸟身，耳上穿挂着两条青蛇，脚底下踩乘着两条青蛇。